# Envy (2004)
Envy is een Amerikaanse filmkomedie uit 2004 onder regie van Barry Levinson.

## Verhaal
Tim Dingman en Nick Vanderpark zijn buren, beste vrienden en collega's bij 3M. Wanneer Nick een schoonmaakmiddel voor hondenpoep uitvindt, gaat hij fortuinen verdienen. Daardoor komt zijn vriendschap met Tim in gevaar.

## Rolverdeling
| Acteur             | Personage           |
| ------------------ | ------------------- |
| Ben Stiller        | Tim Dingman         |
| Jack Black         | Nick Vanderpark     |
| Rachel Weisz       | Debbie Dingman      |
| Amy Poehler        | Nathalie Vanderpark |
| Christopher Walken | J-Man               |
| Ariel Gade         | Lula Dingman        |
| Sam Lerner         | Michael Dingman     |
| Lily Jackson       | Nellie Vanderpark   |
| Connor Matheus     | Nathan Vanderpark   |
| Hector Elias       | Eduardo             |
| Angee Hughes       | Vrouw op toneelstuk |
| Manny Kleinmuntz   | Dimitriov           |
| Blue Deckert       | Cal                 |
| John Gavigan       | Les                 |
| Terry Bozeman      | Arbeider bij 3M     |